# Samsung Galaxy A11
Samsung Galaxy A11 este un smartphone Android entry-level dezvoltat de Samsung Electronics. A fost anunțat pentru prima dată pe 13 martie 2020, ca succesor al Samsung Galaxy A10. Un dispozitiv similar, Galaxy M11, a fost lansat pentru prima dată în martie 2020, dar cu o capacitate mai mare a bateriei (5000 mAh), de asemenea, M11 era vândut oficial în Europa de Vest.
În timp ce Galaxy A01⁠(d) și Galaxy A11 nu au fost lansate în Europa de Vest, China și Coreea de Sud, Samsung a lansat succesorii acestora, Galaxy A02s⁠(d) și Galaxy A12.

## Design
Spre deosebire de predecesorul său, A11 este considerabil mai puțin compact, având dimensiunile de 161.4 mm × 76.3 mm × 8 mm și o greutate de 177 g, cu 9 grame mai mult decât A10. Din punct de vedere estetic, Galaxy A11 seamănă destul de mult cu Galaxy A10. Are o ramă subțire care înconjoară ecranul, cu o margine inferioară considerabil mai mare. Ambele telefoane au un scanner de amprente pe spate, iar poziția camerei este în stânga sus pe ambele telefoane. Cu toate acestea, cea mai mare diferență de design între A10 și A11 o reprezintă modulul camerei. În timp ce ambele camere sunt integrate într-un oval vertical mic, A11 are o cameră suplimentară (făcând ovalul respectiv mai mare pe verticală), iar blițul a fost mutat în dreapta senzorului de adâncime (camera de sus) în loc de sub oval. În plus, designul camerei frontale este diferit. A10 avea o crestătură în formă de picătură, în timp ce A11 are un orificiu perforat în colțul din stânga sus. De asemenea, pe A11, toate butoanele fizice sunt pe partea dreaptă, în timp ce pe A10 butoanele de volum erau pe partea stângă. A11 vine în patru culori diferite: negru, alb, roșu și albastru.

## Specificații

### Hardware
Samsung Galaxy A11 are un ecran PLS TFT de 6.4" cu o rezoluție de 1560x720 (HD+). Procesorul telefonului este un Octa-core de 1.8 GHz, Qualcomm Snapdragon 450 SoC. Vine cu 32 GB stocare (ce poate fi extinsă folosind un card microSD de până la 512 GB, pentru o capacitate totală maximă de 544 GB) și cu 2 sau 3 GB de RAM. Bateria telefonului are 4000 mAh și suportă încărcare rapidă de 15 W.

#### Camere
Spre deosebire de Galaxy A10, care avea o singură cameră din spate, A11 are trei. Specificațiile camerei principale sunt aproape identice, cu excepția unei creșteri ușoare a diafragmei (f/1.8, față de f/1.9). A11 are de asemenea o cameră ultra-wide, care are un senzor de 5 MP în spatele unui obiectiv f/2.2. A11 mai are un senzor de 2 MP, f/2.4 pentru informații de adâncime. Camera frontală a primit o îmbunătățire la 8 MP (față de 5). De sus în jos, ordinea camerelor este senzor de adâncime, principală, ultra-wide.

### Software
Galaxy A11 a fost lansat cu Android 10 sub interfața One UI Core 2. A primit actualizarea Android 11/One UI Core 3 în 2021. Și-a primit ultima actualizare software majoră, Android 12/One UI Core 4, la sfârșitul anului 2022.